# 尚日 (卢瓦尔省)
尚日（法語：Changy，法語發音：[ʃɑ̃ʒi]）是法国卢瓦尔省的一个市镇，位于该省西北部，属于罗阿讷区。

## 地理
尚日（46°8'31"N, 3°53'28"E）面积13.67 平方千米，位于法国奥弗涅-罗讷-阿尔卑斯大区卢瓦尔省，该省份为法国中南部省份，北起顺时针与索恩-卢瓦尔省、罗讷省、伊泽尔省、阿尔代什省、上盧瓦爾省、多姆山省和阿列省接壤。
与尚日接壤的市镇（或旧市镇、城区）包括：维旺、昂比耶勒、勒克罗泽、拉帕科迪耶尔、圣博内德卡尔、圣福尔热-莱斯皮纳斯。
尚日的时区为UTC+01:00、UTC+02:00（夏令时）。

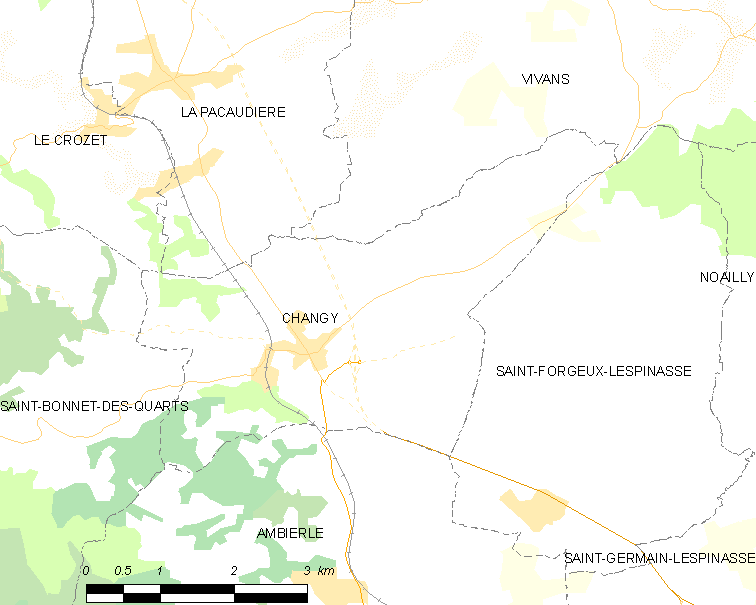
尚日的OSM定位图

## 行政
尚日的邮政编码为42310，INSEE市镇编码为42049。

## 政治
尚日所属的省级选区为勒奈松县。

## 交通
法国国道N7线和卢瓦尔省省道D8线、D41线、D307线在境内交汇。

## 人口

1962-2008年间尚日人口变化图示

尚日于2022年1月1日时的人口数量为680人。